# Форт Мохави (Аризона)
Форт Мохави (енгл. Fort Mohave) насељено је место без административног статуса у америчкој савезној држави Аризона.

## Демографија
По попису из 2010. године број становника је 14.364.
| Група             | 2000.    | 2010.          |
| Белци             | 0 (0,0%) | 11.429 (79,6%) |
| Афроамериканци    | 0 (0,0%) | 128 (0,9%)     |
| Азијати           | 0 (0,0%) | 210 (1,5%)     |
| Хиспаноамериканци | 0 (0,0%) | 2.243 (15,6%)  |
| Укупно            | 0        | 14.364         |